# سسنا سایتیشن لتیتیود
سسنا سایتیشن لتیتیود (به انگلیسی: Cessna Citation Latitude) یک هواگرد ساختِ کارخانهٔ سسنا در کشور ایالات متحده آمریکا است . این هواگرد برای نخستین بار در ۱۸ فوریه ۲۰۱۴ میلادی مورد استفاده قرار گرفت.